# Susan Koenen
Susan Koenen (1974) is een Nederlands documentaire-regisseur. 

## Biografie
Koenen begon in 1994 op 20-jarige leeftijd bij het lokale Amsterdamse televisiestation Studenten TV (SALTO). Tegelijkertijd werd ze als 'freelance itemmaker' aangenomen bij TV-Nomaden van de VPRO. Vanaf 1995 werkte Koenen veel samen met Paul Haenen voor verschillende tv-programma's uitgezonden door de VPRO, AT5 en Net5. 
In 1996 studeerde ze af in de Film- en Televisiewetenschap met een documentaire en een scriptie over Michael Jacksonfans en in welke mate hun idolate beeldvorming beïnvloed wordt door televisie.
Van 1999 t/m 2003 werkte Koenen als verslaggeefster bij het tv-programma De Achtste Dag (eindredactie Frans Bromet en Jan Haasbroek) van de Humanistische Omroep (HUMAN) op Nederland 3. Aansluitend maakte zij, voor dezelfde omroep, met Anneloor van Heemstra de serie Ik heb een plan! over zes jonge wereldverbeteraars. Van Heemstra en Koenen filmden, monteerden en bedachten alles zelf. Ze volgden een jaar lang zes jongeren die met hun plan de wereld wilden verbeteren. Onder hen Fatima Essahsah en Stacey Rookhuizen, beiden waren toen 17 jaar oud. 
Daarna legde Koenen zich toe op het documentaire-genre. Haar eerste jeugddocumentaire Laura & Anne 4 Ever (KRO/RKK) over een meisje van 13 met leukemie ontwikkelde ze in de workshop Kids & Docs. Deze workshop werd georganiseerd door het IDFA, Mediafonds en Cinekid. Koenen won hiermee de Cinekid Publieksprijs Non-Fictie in 2009 en werd genomineerd voor de Beeld en Geluidprijs (voorheen Gouden Beeld) en de Pfizer Persprijs. Ook werd deze film finalist op de Prix Jeunesse, de Oscars voor de kindertelevisie. 
Daarna volgde in 2010 Koenens bekendste jeugddocumentaire, Ik ben een meisje! over een transgender meisje, uitgezonden door de NCRV op NPO Zapp. De film brak internationaal door en ontving prijzen van zowel vakjury's als publieksjury's. 
In 2009 deed Koenen mee aan de IDFA Documentaire Workshop. Daar ontwikkelde zij haar eerste langere documentaire: Het Wilde Westen, over Bouwspeelplaats 't Landje in Amsterdam. Deze film ging in 2010 in première op het IDFA-documentairefestival en kwam terecht in de top 15 van de publieksfavorieten. Daarna werd de film uitgezonden door de HUMAN op 2Doc, Nederland 2. 
Na deze films maakte Koenen nog veel andere jeugddocumentaires, zoals Dit ben ik (over helderziendheid), Het haar van Ahmad (over een Syrische vluchteling die iets terug wil geven aan Nederland) en De Kinderburgemeester (over een Nederlands-Marokkaanse jongen met politieke ambities). In 2023 ging haar langere familiedocumentaire in première op het Nederlands Film Festival: Wacht maar af, over Emma Wijdeveld (15 jaar), die dol is op Ramses Shaffy.
- Bibliothèque nationale de France: cb16658606q (data)
- International Standard Name Identifier: 0000 0003 8253 4665
- Nederlandse Thesaurus van Auteursnamen: 323243096
- Système universitaire de documentation: 252736540
- Virtual International Authority File: 265633688